# Amomum benthamianum
Amomum benthamianum är en enhjärtbladig växtart som beskrevs av Henry Trimen. Amomum benthamianum ingår i släktet Amomum och familjen Zingiberaceae. Inga underarter finns listade i Catalogue of Life.